# Bệnh do Leishmania
Bệnh do Leishmania là bệnh do ký sinh trùng đơn bào Leishmania gây ra và lây lan qua vết cắn của một số loài muỗi cát. Bệnh có thể biểu hiện qua ba thể chính: bệnh leishmania ở da, niêm mạc, hay nội tạng. Thể ở da có biểu hiện loét da, trong khi thể niêm mạc có biểu hiện loét ở da, miệng và mũi, và thể nội tạng khởi phát với loét da và sau đó có sốt và hồng cầu thấp,và gan và lách phình to.

## Nguyên nhân và chẩn đoán
Bệnh ở người do hơn 20 loài Leishmania gây ra. Các yếu tố nguy cơ bao gồm: nghèo, dinh dưỡng kém, phá rừng, và đô thị hóa. Tất cả ba thể bệnh có thể chẩn đoán dựa vào phát hiện ký sinh trùng dưới kính hiển vi. Ngoài ra, thể nội tạng có thể chẩn đoán bằng xét nghiệm máu.

## Phòng ngừa và điều trị
Bệnh do leishmania có thể ngăn ngừa được phần nào bằng cách ngủ có giăng mùng đã qua xử lý thuốc diệt côn trùng. Các biện pháp khác gồm có phun thuốc diệt côn trùng nhằm diệt muỗi cát và điều trị sớm người bệnh để ngăn ngừa bệnh lây lan. Việc điều trị cần phải xác định nơi bị nhiễm bệnh, loài Leishmania, và thể bệnh. Một số thuốc được sử dụng để điều trị thể nội tạng gồm có: liposomal amphotericin B, một dạng kết hợp pentavalent antimonial và paromomycin, và miltefosine. Đối với bệnh ở da, paromomycin, fluconazole, hoặc pentamidine có thể hiệu quả.

## Dịch tễ học
Có khoảng 12 triệu người hiện mắc bệnh tại khoảng 98 nước. Có khoảng 2 triệu ca bệnh mới và từ 20 đến 50 ca tử vong mỗi năm. Có khoảng 200 triệu người ở châu Á, châu Phi, Nam và Trung Mỹ, và Nam Âu sống ở vùng có bệnh lưu hành. Tổ chức Y tế Thế giới đã nhận được giảm giá ở một số thuốc điều trị bệnh này. Bệnh có thể xảy ra ở một số động vật khác, trong đó có chó và loài gặm nhấm.